# Emperadriu Kōjun
L'Emperadriu Kōjun (香 淳 皇后, Kōjun-kōgō), nascuda com a princesa Nagako (良 子女 王, Nagako Joō) (6 de març de 1903 - el 16 de juny de 2000), va ser l'esposa de l'emperador Shōwa (Hirohito) del Japó. Va ser la mare de l'emperador Akihito. El seu nom pòstum és Kōjun, que significa "puresa perfumada". L'emperadriu Kōjun va ser l'emperadriu consort (kōgō) des del 25 de desembre de 1926 fins al 7 de gener de 1989, la qual cosa la converteix en l'emperadriu consort més longeva de la història del Japó.

## Primers anys

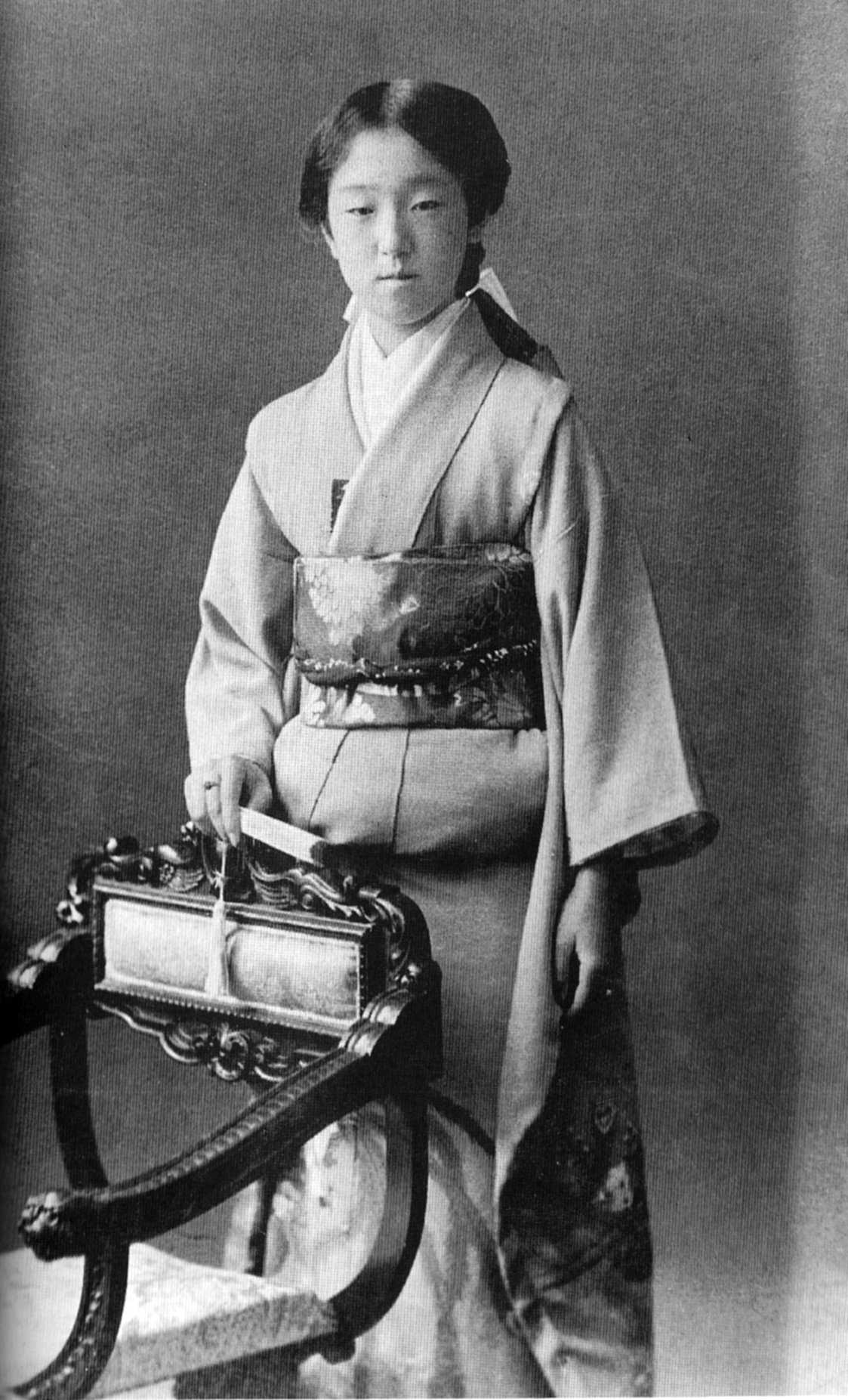
La princesa Nagako el 1918.

La princesa Nagako va néixer a la casa familiar de Kuni-no-miya a Tòquio, d'una de les branques de la Casa Imperial del Japó, que són elegibles per a proporcionar un hereu al tron (per adopció). Per tant, era una princesa per naixement, filla de Kuniyoshi, el príncep Kuni (1873-1929) i de la seva consort, Chikako (1879-1956). Mentre que el seu pare era un descendent de la mateixa família imperial, la seva mare descendia dels daimyōs, l'aristocràcia feudal i militar. Nagako es va convertir en un dels últims japonesos que van poder viure com era la vida dins de l'aristocràcia japonesa els anys anteriors a la Segona Guerra Mundial.
De jove Nagako va assistir a l'escola de nenes del departament de companys de Tòquio (actual Gakushūin), que era una escola creada especialment per a les filles de l'aristocràcia i la família imperial. Entre les seves companyes hi havia la princesa Bangja hereva de la corona de Corea (llavors coneguda com a princesa Masako Nashimoto). Després del seu compromís nupcial a l'edat de catorze anys, Nagako es va retirar d'aquesta escola i va iniciar un programa de formació de sis anys destinat a desenvolupar els requisits que es consideren necessaris per a una emperadriu.

## Matrimoni i descendència

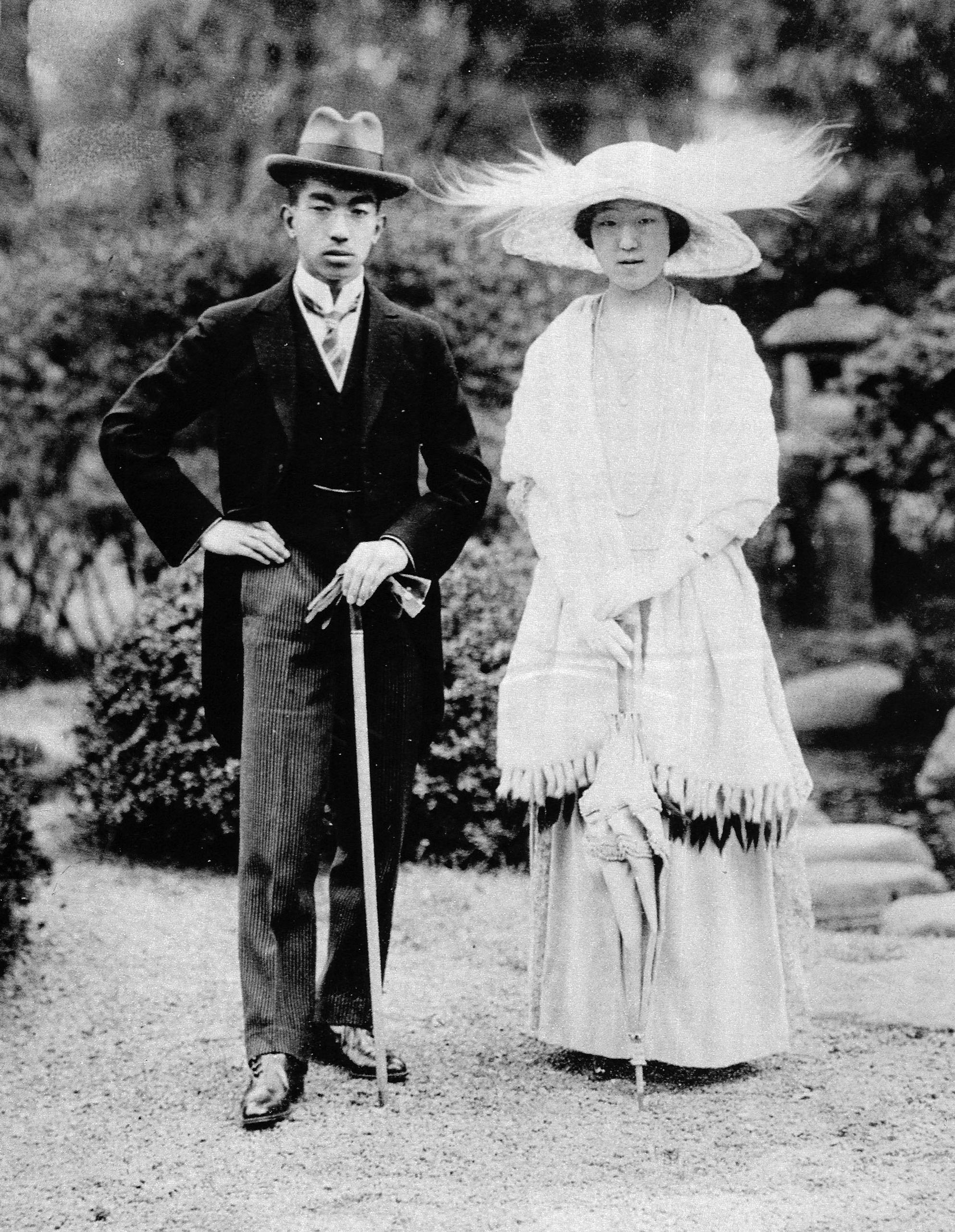
Nagako i Hirohito el 1924.

Van comprometre Nagako amb el seu cosí llunya el príncep Hirohito (1901-1989) a una edat molt jove, en un partit organitzat pels seus pares, que era habitual a la societat japonesa en aquella època. El seu llinatge i la impecable carrera militar del seu pare van ser les principals consideracions. El gener de 1919, es va anunciar el compromís de la princesa Nagako amb el llavors príncep hereu Hirohito (després emperador Shōwa). Seguint la tradició, a Hirohito se li va permetre triar la seva pròpia núvia, Nagako no va tenir cap opció. A l'edat de 14 anys, ella i altres noies elegibles van participar en una cerimònia de te al Palau Imperial, mentre que el príncep hereu mirava sense ser vist darrere d'una pantalla. Al final va seleccionar Nagako.
La princesa Nagako i el príncep hereu Hirohito es van casar el 26 de gener de 1924 i es va convertir així en princesa de la corona imperial del Japó. Va esdevenir emperadriu que Hirohito accedís al tron el 25 de desembre de 1926. A diferència dels seus predecessors reials, l'emperador Hirohito va decidir abandonar les seves 39 concubines de la cort. Durant la primera dècada del matrimoni, l'emperadriu Nagako va donar a llum a quatre filles. Finalment, el 23 de desembre de 1933, gairebé deu anys després del casament, la jove parella va tenir un fill i va donar al Japó un hereu, el que esdevindria l'emperador Akihito (明仁).
En total, Hirohito i Nagako van tenir set fills, cinc filles i dos fills:
- Princesa Shigeko, princesa Teru (9 de desembre de 1925 - 23 de juliol de 1961).
- Princesa Sachiko, princesa Hisa (10 de setembre de 1927 - 8 de març de 1928).
- Princesa Kazuko, princesa Taka (30 de setembre de 1929 - 28 de maig de 1989).
- Princesa Atsuko, princesa Yori (7 de març de 1931).
- Príncep Akihito de Tsugu, emperador del Japó (23 de desembre de 1933).
- Príncep Masahito de Yoshi, príncep Hitachi (28 de novembre de 1935).
- Princesa Takako, princesa Suga (2 de març de 1939).

## La vida d'emperadriu

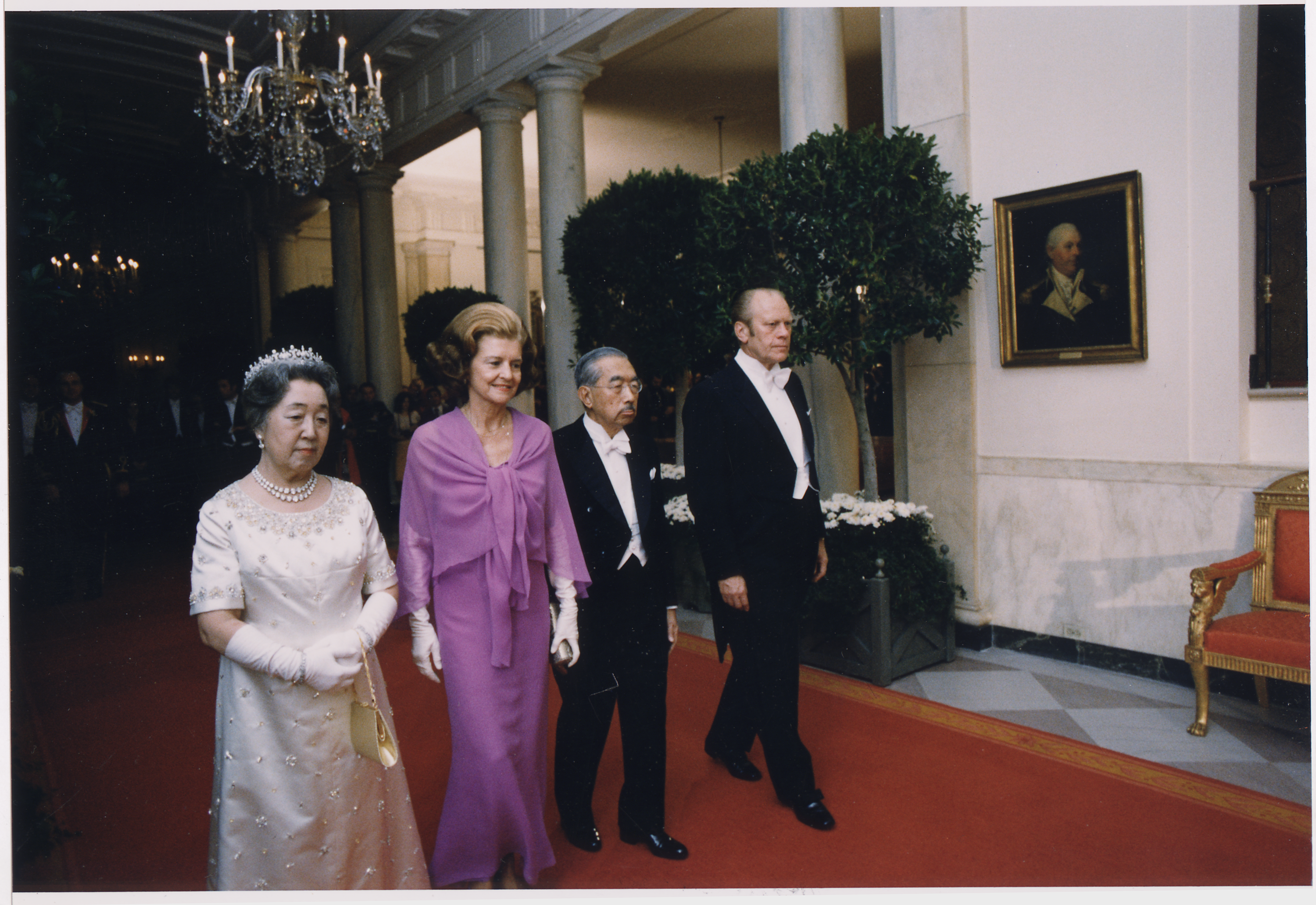
L'emperadriu Nagako, la primera dama Betty Ford, l'emperador Hirohito i el president Gerald Ford caminant per la Sala de la Creu cap a la Sala Est abans d'un sopar d'estat celebrat a la Casa Blanca en honor del cap d'estat japonès (1975).

L'emperadriu Nagako va realitzar les seves funcions de manera tradicional. Inicialment se'n va anar a viure al palau durant l'època en què encara s'hi parlava una forma imperial arcaica del japonès, que avui ha desaparegut en gran manera. El seu paper la va obligar a assistir a cerimònies especials com les del 2600 aniversari de la llegendària fundació de l'Imperi del Japó el 1940 o la conquesta de Singapur el 1942.
Nagako va acompanyar l'emperador Hirohito en la seva gira europea el 1971 i més tard en la seva visita d'estat als Estats Units el 1975. Va patir una caiguda dos anys després amb la que es va malmetre la columna vertebral, i després d'una altra caiguda greu el 1980 va d'anar en cadira de rodes la resta de la seva vida.

## La vida com a emperadriu vídua
Després de la mort de l'Emperador el 7 de gener de 1989, es va convertir en emperadriu vídua. Quan va morir Hirohito Nagako tenia problemes de salut i no va assistir al funeral del seu marit. Va romandre en reclusió durant la resta de la seva vida. 

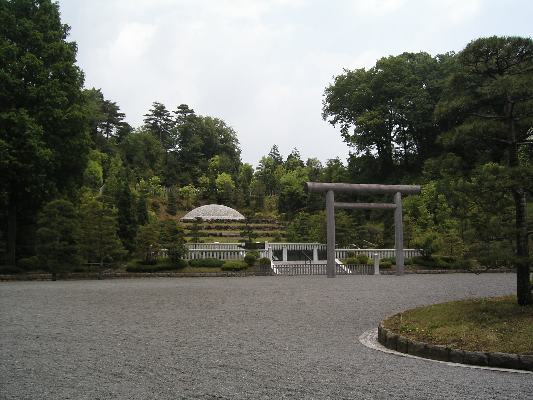
El mausoleu de l'emperadriu Kōjun, al cementiri imperial de Musashi.

El 1995, es va convertir en l'emperadriu vídua més longeva del Japó, batent el rècord de l'emperadriu Kanshi, que havia mort 868 anys abans. En el moment de la seva mort a l'edat de 97 anys l'any 2000, Nagako havia estat emperadriu durant 74 anys.
En els darrers dies de la seva vida, la l'Agència de la Casa Imperial va anunciar que patia problemes respiratoris, però que la malaltia no era greu. Nagako va morir el 16 de juny de 2000 a les 16:46, amb la família al seu costat. L'emperador Akihito va atorgar a la seva mare el títol pòstum d'emperadriu Kōjun. El seu lloc de descans final es troba en un mausoleu anomenat Musashino no Higashi no Misasagi, a prop del del seu marit dins del cementiri imperial de Musashi.